# بيدرو أندريس غارسيا
بيدرو أندريس غارسيا (بالإسبانية: Pedro Andrés García de Sobrecasa)‏ هو عسكري أرجنتيني وإسباني، ولد في 25 أبريل 1758 في Caranceja ‏ في إسبانيا، وتوفي في 21 أبريل 1833 في بوينس آيرس في الأرجنتين.